# West Den Haag

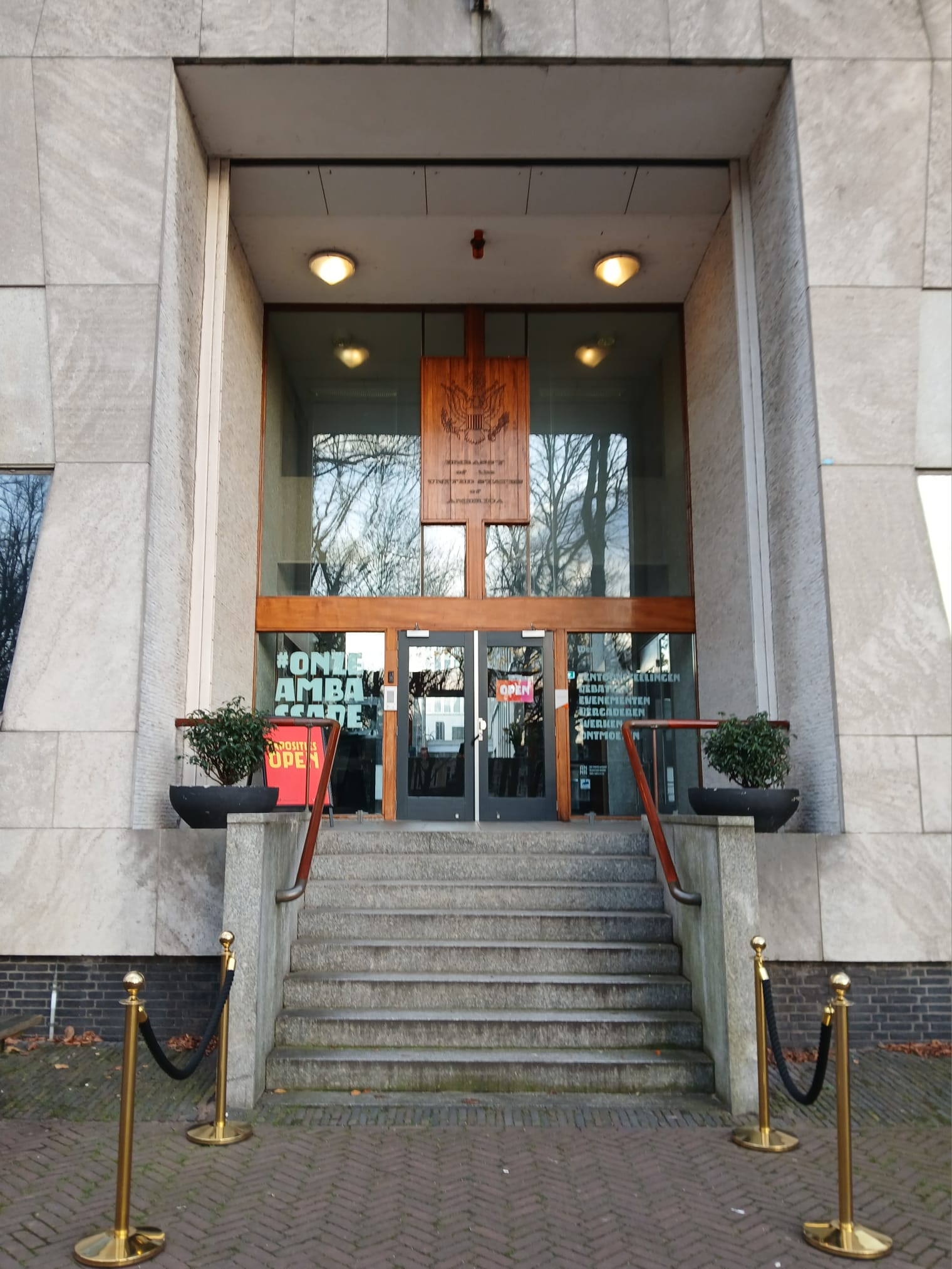
Entree West Den Haag

West Den Haag is een instelling voor hedendaagse kunst in Nederland. Het is gevestigd in de voormalige Amerikaanse ambassade aan het Lange Voorhout. West richt zich op interdisciplinair onderzoek en reflectie, waarbij mensen samenkomen voor discussie en verbinding. Het programma verbindt het Haagse kunstenaarsklimaat met diverse andere groepen in de stad Den Haag.

## Geschiedenis
West is opgericht door Marie-José Sondeijker en Akiem Helmling. Sondeijker was hiervoor al actief in de Haagse kunstwereld met Zapf Dingbats, een tentoonstellingsruimte voor jonge actuele kunst, en had zij in 2000 de organisatie van de Haagse Rondgang op zich genomen.
West betrok Groenewegje 136, waar zij vanaf 2007 doorlopend internationale kunstprogramma's organiseert. Van 2012 t/m 2015 presenteert West jaarlijks het Volkspaleis, een grootschalig, multidisciplinair festival op verschillende monumentale locaties. In 2016 verhuist West naar het Museumkwartier, eerst naar stadspaleis Huis Huguetan (2016-2018), en vervolgens vanaf 2018 vanuit de voormalige Amerikaanse ambassade, ontworpen door Marcel Breuer.
Vanaf de oprichting werkte West onder meer met makers als Carol Rama (2008), Harmen de Hoop (2009), David Horvitz (2010), Reynold Reynolds (2011), Arin Rungjang (2013), et al. (2015), Gustav Metzger (2017), George Spencer-Brown (2019), Gregor Schneider (2020), Dries Verhoeven (2021), Anne-Mie Van Kerckhoven (2023) en Jota Mombaça (2024).
Sinds 2024 is het pand aan het Groenewegje in gebruik voor de samenwerking met de Koninklijke Academie van Beeldende Kunsten (KABK) als platform voor jong talent, genaamd Paradise..